# Elena Delle Donne
Elena Delle Donne (Wilmington, Delaware, 5 de septiembre de 1989) es una baloncestista estadounidense y escritora. 
Tres veces elegida en el All-Star Game de la WNBA, dos veces MVP (2015, 2019) y medallista olímpica de oro en Río 2016. Publicó su autobiografía y después una serie de cuentos para público infantil y juvenil en 2018.

## Trayectoria

### Instituto
Delle Donne se ganó el reconocimiento nacional como jugadora en la secundaria al llevar a la secundaria de Ursuline Academy de Wilmington (Delaware) a su tercer campeonato consecutivo del estado y fue elegida como la recluta número uno de todas las secundarias por Scout.com y por McDonald's All-American.
También fue nombrada WBCA (Women's Basketball Coaches Association) All-American y participó en el WBCA High School All-American Game, donde anotó 17 puntos y ganó el MVP del equipo rojo.
También participó con el equipo de voleibol de la secundaria y ganó el campeonato del estado DIAA.
Su posición es ala-pívot. Dudó si continuar con el baloncesto pues tenía complejo por no ser muy alta, superándolo finalmente.

### Universidad

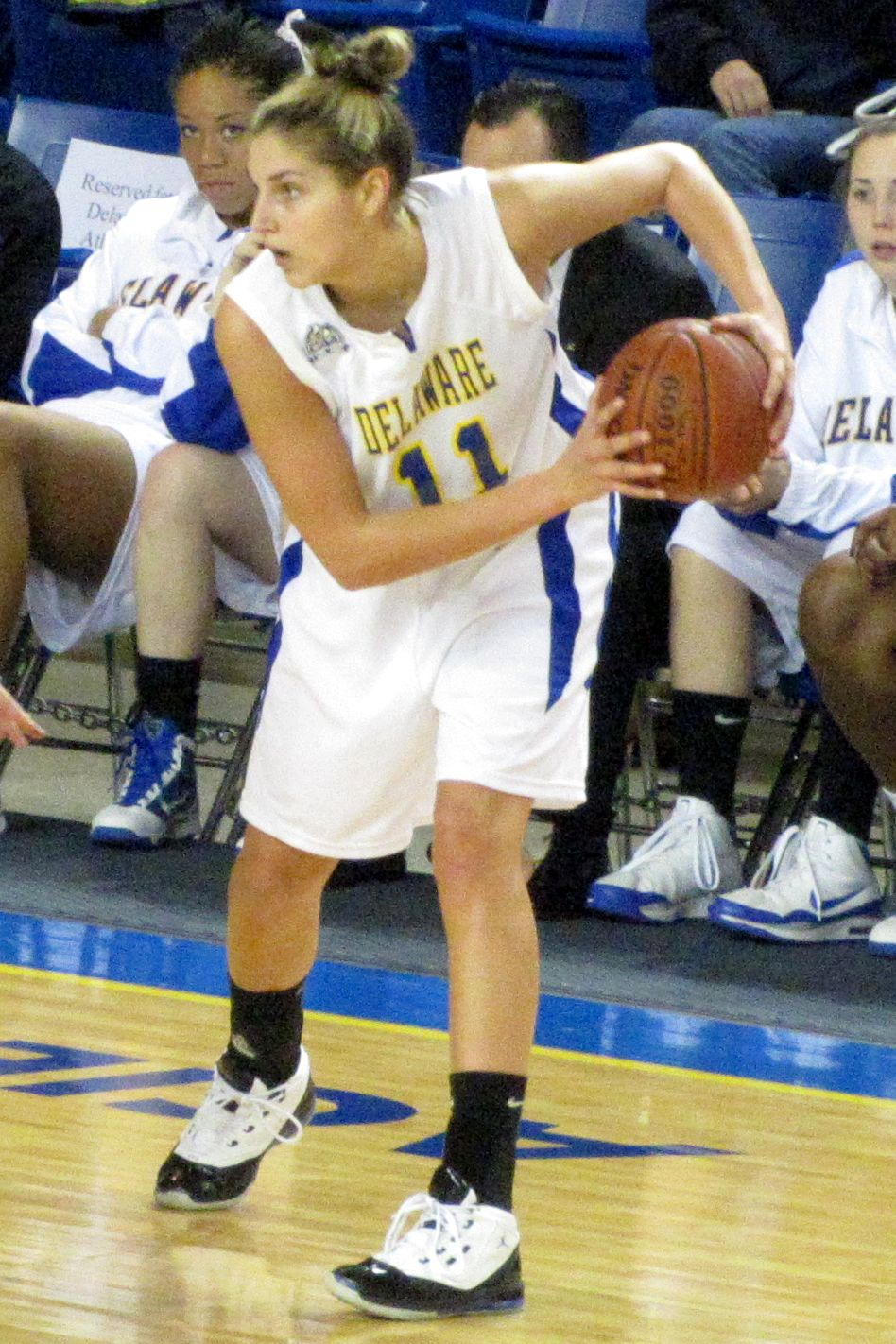
Delle Donne jugando para la universidad de Delaware

Con una carrera tan exitosa y tan promocionada en la secundaria por la baloncestista Candace Parker, Delle Donne recibió una beca de baloncesto por parte de la Universidad de Connecticut. Sin embargo, en junio de 2008, dejó abruptamente el equipo, debido a que mudarse a Connecticut significaba una separación de su familia a la que siempre ha sido muy unida, especialmente a su hermana mayor Lizzie, quien sufre de parálisis cerebral y es ciega sordomuda.
El 16 de agosto de 2008, Delle Donne anunció que se iba a matricular en la Universidad de Delaware y se iba a unir sin beca al equipo de voleibol. El equipo terminó con un récord de 19-16, ganaron el torneo de conferencia, logrando un lugar en el torneo de la NCAA, pero perdieron contra Oregón en la primera ronda.
En junio de 2009, Delle Donne anunció que ahora jugaría baloncesto siempre para los Fightin' Blue Hens de Delaware y por sus excelentes actuaciones ese año llegó a ganar los premios "Player of the Year" y "Rookie of the Year" de baloncesto femenino otorgado por los entrenadores de CAA, periodistas deportivos y directores. Era la primera vez que una jugadora obtenía ambos galardones el mismo año desde que Lucienne Berthieu lo hiciera en 1999. En el baloncesto masculino nadie ha conseguido aún esa hazaña.
En su segundo año, Delle Donne empezó a desarrollar síntomas parecidos a la gripe y después de varias pruebas fue diagnosticada con la Enfermedad de Lyme. La deportista luchó mucho el resto de la temporada y ayudó al equipo a alcanzar las finales de conferencia.
En su tercer año en Delaware, acabó como la máxima anotadora de Estados Unidos, terminando la temporada con un promedio de 28,1 puntos por partido.
En la temporada 2012-2013, Delle Donne siguió luchando con la Enfermedad de Lyme, perdiendo varios partidos debido a esto. Sin embargo fue capaz de ser líder en puntos en 22 partidos y líder de rebotes en 12 esa temporada.
En otoño de 2012 obtuvo su grado en Servicios Humanos de la Universidad de Delaware.

#### Estadísticas
| Año     | Equipo   | PJ  | PT  | MPP  | %TC  | %3P  | %TL  | RPP  | APP | ROB | TPP | PPP  |
| ------- | -------- | --- | --- | ---- | ---- | ---- | ---- | ---- | --- | --- | --- | ---- |
| 2009-10 | Delaware | 29  | 28  | 37.5 | .479 | .413 | .898 | 8.8  | 1.9 | 1.3 | 2.0 | 26.7 |
| 2010-11 | Delaware | 22  | 21  | 35.6 | .419 | .350 | .944 | 7.8  | 1.8 | 0.9 | 2.6 | 25.3 |
| 2011-12 | Delaware | 33  | 32  | 33.8 | .520 | .413 | .889 | 10.3 | 2.2 | 1.1 | 2.6 | 28.1 |
| 2012-13 | Delaware | 30  | 30  | 33.0 | .487 | .452 | .921 | 8.5  | 1.8 | 0.9 | 2.3 | 26.0 |
| Total   | Total    | 114 | 111 | 34.9 | .481 | .409 | .910 | 8.9  | 1.9 | 1.0 | 2.3 | 26.7 |

### WNBA

#### Chicago Sky
Por su talento mostrado en la universidad, desde un inicio se barajó su nombre como una de las tres primeras elecciones para el draft de la WNBA de 2013 y así fue, Delle Donne fue escogida segunda de la primera ronda del draft por el equipo de Chicago Sky.
Delle Donne ha alcanzado bastante popularidad en su año de rookie en la WNBA, fue la jugadora más votada para participar en el 2013 WNBA All-Star Game, siendo la primera vez que una rookie consigue esto en la historia de la liga, lamentablemente tuvo que perderse este encuentro debido a que se lesionó.
Con excelentes actuaciones durante la temporada regular 2013 ayudó al equipo a llegar a los playoffs como primer equipo de la conferencia del Este con un récord de 24-10, y fue nombrada  Rookie del Año de la WNBA por encima de Brittney Griner que fue escogida primera en el Draft de la WNBA por delante de Delle Donne, rompiendo así una racha que se mantenía desde el 2008 a 2012 en que la ganadora del rookie del año era ganado siempre por la primera elegida en el draft.
Delle Donne fue la MVP 2015 de la WNBA. 

#### Washington Mystics
En las temporadas 2017-2018 y 2018-2019 fue jugadora de las Washington Mystics. 
Además repitió premio a la jugadora más valorada (MVP) en 2019, promediando 19’5 puntos, 8’3 rebotes y 1’2 tapones por encuentro.  

## Selección nacional
En 2011, Delle Donne fue seleccionada para unirse al equipo de baloncesto femenino que representaría a los Estados Unidos en los juegos universitarios del mundo a disputarse en Shenzhen, China. Lideró al equipo a la medalla de oro con un récord perfecto de 6-0, promediando 15,7 puntos, 8,5 rebotes y 3,0 asistencias.

### Juegos Olímpicos
Formó parte de la selección de Baloncesto de Estados Unidos que participó en los Juegos Olímpicos de Río 2016, donde ganaron la medalla de oro.

### Copas del Mundo
Fue seleccionada para asistir con el equipo de Estados Unidos a la Copa del Mundo de Tenerife 2018, donde su selección se llevó el oro.

## Estadísticas de su carrera en la WNBA
|  | Denota temporada en la que ganó el Campeonato de la WNBA |
|  | Líder de la liga                                         |

### Temporada regular
| Año   | Equipo     | PJ  | PT  | MPP  | %TC  | %3P  | %TL   | RPP | APP | ROB | TPP | PPP  |
| ----- | ---------- | --- | --- | ---- | ---- | ---- | ----- | --- | --- | --- | --- | ---- |
| 2013  | Chicago    | 30  | 30  | 31.4 | .426 | .438 | .929  | 5.6 | 1.8 | .7  | 1.8 | 18.1 |
| 2014  | Chicago    | 16  | 9   | 25.4 | .429 | .364 | .933  | 4.0 | 1.1 | .6  | 1.4 | 17.9 |
| 2015  | Chicago    | 31  | 31  | 33.3 | .460 | .313 | .950  | 8.4 | 1.4 | 1.1 | 2.0 | 23.4 |
| 2016  | Chicago    | 28  | 28  | 33.1 | .485 | .426 | .935  | 7.0 | 1.9 | .5  | 1.5 | 21.5 |
| 2017  | Washington | 25  | 25  | 30.3 | .494 | .388 | .953  | 6.8 | 1.6 | .8  | 1.4 | 19.7 |
| 2018  | Washington | 29  | 29  | 32.2 | .488 | .405 | .887  | 7.2 | 2.3 | .9  | 1.3 | 20.7 |
| 2019  | Washington | 31  | 31  | 29.1 | .515 | .430 | .974  | 8.3 | 2.2 | .5  | 1.2 | 19.5 |
| 2021  | Washington | 3   | 3   | 17.3 | .481 | .600 | 1.000 | 4.3 | .7  | .0  | .3  | 13.7 |
| Total | Total      | 193 | 186 | 30.8 | .474 | .396 | .939  | 6.9 | 1.8 | .7  | 1.6 | 20.2 |

### Playoffs
| Año   | Equipo     | PJ | PT | MPP  | %TC  | %3P  | %TL   | RPP | APP | ROB | TPP | PPP  |
| ----- | ---------- | -- | -- | ---- | ---- | ---- | ----- | --- | --- | --- | --- | ---- |
| 2013  | Chicago    | 2  | 2  | 32.0 | .381 | .000 | 1.000 | 3.5 | 2.0 | .5  | 2.0 | 15.0 |
| 2014  | Chicago    | 9  | 9  | 31.0 | .482 | .379 | .919  | 3.3 | 1.6 | .3  | 1.5 | 16.8 |
| 2015  | Chicago    | 3  | 3  | 36.3 | .500 | .438 | 1.000 | 6.3 | 2.0 | .7  | 1.0 | 21.7 |
| 2017  | Washington | 5  | 5  | 34.8 | .449 | .444 | .957  | 8.0 | 2.0 | .0  | .8  | 20.0 |
| 2018  | Washington | 8  | 8  | 34.5 | .453 | .346 | 1.000 | 9.5 | 2.9 | .6  | .8  | 19.6 |
| 2019  | Washington | 9  | 9  | 30.2 | .504 | .394 | .885  | 6.6 | 2.0 | .8  | 1.5 | 16.9 |
| Total | Total      | 36 | 36 | 32.5 | .472 | .384 | .951  | 6.4 | 2.1 | 0.5 | 1.3 | 18.2 |

## Carrera literaria
Publicó su autobiografía "My Shot" impulsada por su propia pasión por los libros y para tener la oportunidad de constar su historia con el fin de inspirar a la gente joven desde su posición de estar en escaparate público y como deportista que puede ser un modelo para otras personas.
En 2018, poco antes de cumplir 29 años, publicó una serie de cuentos “Elle of the ball” dirigidos a público infantil y juvenil, que cuenta las andanzas de una jugadora de instituto. Lo hizo con consciencia de poder que el deporte y las personas en el deporte de élite tienen actualmente como vía de incidencia en la población joven y como buenos ejemplos a seguir. Tras los tres libros iniciales, estaba preparando nuevas aventuras.

## Vida personal
Con motivo de una entrevista a Delle Donne en su casa, que la revista Vogue le solicitó con motivo de su participación en los Juegos Olímpicos de Río 2016, la baloncestista MVP 2015 hizo público que es lesbiana y que mantiene una relación con Amanda Clifton, con quien vivía como pareja desde hacía ya un tiempo, conocida por su círculo más cercano. Su boda en Nueva York, en noviembre de 2017, fue elegida como la boda del año por The Knot, siendo la primera vez que esta compañía especializada en este tipo de eventos optaba por una boda entre personas del mismo sexo. La pareja es activa en la defensa de los derechos de la comunidad LGBT.
Delle Donne creó una ONG dedicada a niños y niñas con discapacidad inspirada por su hermana Lizzie, quien padece sordoceguera y tiene una parálisis cerebral.
Desde 2010 lucha contra su enfermedad, la Enfermedad de Lyme, que le provoca dolores musculares y articulares, además de disfunciones en el sistema nervioso. Con paciencia, esfuerzo y medicación, supera sus problemas y continúa con su carrera profesional, si bien prefiere no viajar lejos de su familia salvo en contadas ocasiones.

## Palmarés

### Distinciones individuales
- 2 veces WNBA MVP (2015, 2019)
- 6 veces WNBA All-Star (2013–2015, 2017–2019)
- 3 veces All-WNBA First Team (2015, 2016, 2018)
- All-WNBA Second Team (2013)
- WNBA Rookie of the Year (2013)
- WNBA All-Rookie Team (2013)
- Líder anotación WNBA (2015)
- WNBA Peak Performer (2015)
- Club del 50-40-90 (2019)